# 라디올로지 (학술지)
라디올로지(Radiology)는 북미영상의학회에 의해 매월 발행되는 의학 학술지이다.